# Ctenophorus rufescens
Espèce
Synonymes
- Amphibolurus rufescens Stirling & Zietz, 1893

Ctenophorus rufescens est une espèce de sauriens de la famille des Agamidae.

## Répartition
Cette espèce est endémique d'Australie. Elle se rencontre en Australie-Occidentale et en Australie-Méridionale.

## Publication originale
- Stirling & Zietz, 1893 : Scientific results of the Elder Exploring Expedition. Vertebrata. Reptilia. Transactions of the Royal Society of South Australia, vol. 16, p. 154-176 (texte intégral).